# Schienenpersonenfernverkehr
Der Schienenpersonenfernverkehr (SPFV) ist die Beförderung von Reisenden mit Eisenbahnzügen über längere Strecken mit mehr als einer Stunde Fahrzeit oder 50 km Entfernung. Im Gegenzug zum Schienenpersonennahverkehr (SPNV) bzw. dem Öffentlichen Personennahverkehr (ÖPNV) wird der SPFV eigenwirtschaftlich betrieben und muss sich betriebsökonomisch selbst tragen.

## Anteile und Perspektiven
Bei der Betrachtung der Entwicklung der Personen-Verkehrsleistungen von Pkw, Flugzeug, Omnibus und Schienenverkehr in den heutigen EU-Staaten plus der Schweiz und Norwegens schrumpfte der Marktanteil des Schienenverkehrs von 1970 bis 1995 von ursprünglich 10 % auf nur noch 6 %. In Deutschland lag 1995 dieser Anteil, entsprechend den dort ausgeprägter Eisenbahn-orientierten Strukturen, geringfügig höher bei rund 7 %.
Für das Vierteljahrhundert von 1995 bis 2020 sagte eine im Auftrag der Europäischen Kommission erarbeitete Studie einen weiteren Rückgang des Marktanteils von Eisenbahnen auf nur noch 5 % aller Personenverkehrsleistungen in Europa voraus. In Deutschland betrug der Anteil der Eisenbahn an den Verkehrsleistungen im Personenverkehr 1998 nur noch 6,6 %.
2023 gelang es in Deutschland den Eisenbahnunternehmen im Personenverkehr, nach der überwundenen Pandemie neue Höchstmarken in der erbrachten Verkehrsleistung zu erreichen. Der Anteil der Eisenbahn am Modal Split, der sich ähnlich wie im Güterverkehr nach langer Talfahrt mit zunehmendem Wettbewerb stabilisierte und dann wieder zulegte, stieg in 2023 erstmalig seit vielen Jahrzehnten wieder über die 10-Prozent-Marke.
Der internationale Schienenpersonenfernverkehr soll wieder verstärkt gefördert werden. Dazu haben die Verkehrsminister aus Deutschland, Frankreich, Österreich und der Schweiz im Dezember 2020 einen Grundsatzentscheid gefällt und die vier Staatsbahnen DB, SNCF, ÖBB und SBB eine entsprechende Absichtserklärung unterzeichnet.

## Deutschland

### Gesetzliche Lage
In Deutschland zieht die gesetzliche Regelung die Grenze zum Nahverkehr bei einer Reisedistanz von 50 Kilometern und einer Reisedauer von einer Stunde, in dessen Rahmen die Mehrzahl der Beförderungsfälle unterwegs sein müssen. Diese Regelung lässt somit Raum für eine Minderheit an Beförderungsfällen, die kürzere Strecken mit Fernzügen und längere Strecken mit Nahverkehrszügen zurücklegen. Im Gegensatz zum Schienenpersonennahverkehr, der über Regionalisierungsmittel und Bestellerentgelte der Länder finanziert wird, muss der Fernverkehr in der Regel eigenwirtschaftlich betrieben werden, ohne Subventionierung durch die öffentliche Hand (mit wenigen Ausnahmen, zum Beispiel Anschubfinanzierungen).
Allerdings gewährleistet die Bundesrepublik Deutschland in ihrem Grundgesetz Art. 87e Absatz 4, dass den Verkehrsbedürfnissen der Allgemeinheit auch abseits des Nahverkehrs durch ein nicht näher definiertes Verkehrsangebot Rechnung getragen würde. Genaueres sollte ein Bundesgesetz regeln, was aber bisher nie in Kraft trat. Ein Antrag des Bundeslandes Sachsen-Anhalts über ein Gesetz zur Sicherstellung von Eisenbahninfrastrukturqualität und Fernverkehrsangebot im Jahr 2008 erfuhr keine abschließende Bearbeitung und blieb ergebnislos. Neue Anträge wurden seitdem nicht eingebracht. Mitte 2014 sprachen mehrere Politiker des Saarlandes abermals über einen entsprechenden Gesetzentwurf, da 2016 Fernverkehrsverbindungen in Saarbrücken wegfallen sollten, die DB Fernverkehr bisher aber keinen gleichwertigen Ersatzverkehr planten.

### Wettbewerb
Das Monopol der Eisenbahnen des Bundes ist bei der Bahnreform 1994 gefallen und der SPFV steht seitdem der Konkurrenz offen. Im Schienenpersonenfernverkehr blieb die Anzahl der EVU 2023 mit 31 Marktteilnehmern auf weiterhinvergleichsweise niedrigem Niveau. Die Mehrheit der Fernverkehre wurde von DB Fernverkehr sowie von den Wettbewerbern Flixtrain, Eurostar und zunehmend auch von der österreichischen Westbahn erbracht. Hinzu kommen Betreiber von Nachtzügen sowie touristische und kulturhistorische Eisenbahnen. Diese führten saisonal wieder regelmäßige Fahrten durch. 2023 stiegen die Anteile der Wettbewerber im Fernverkehr von 4 auf 5 Prozent.

### Fernzüge der Deutschen Bahn

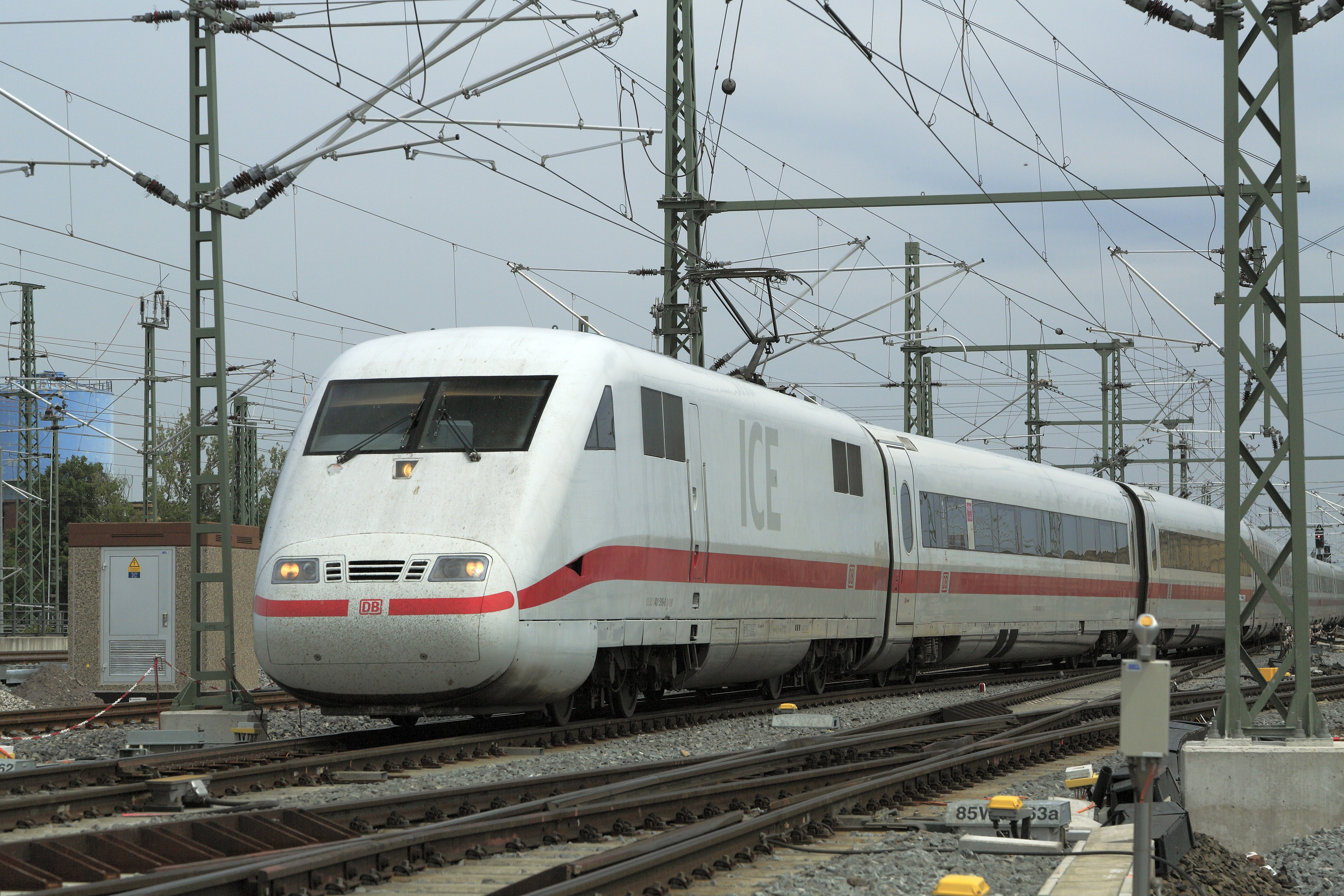
Intercity-Express-Triebzug

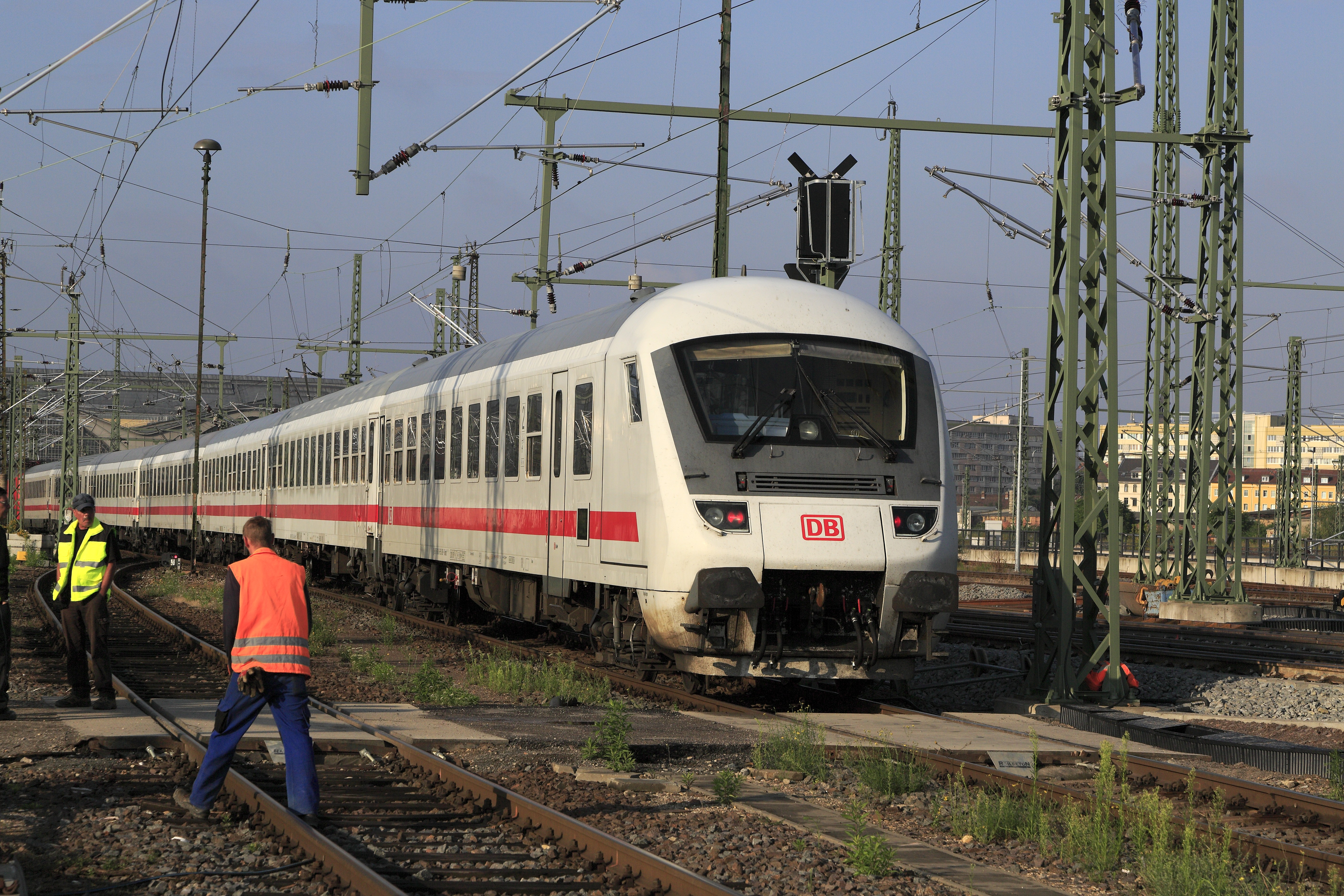
Intercity der DB

Die DB Fernverkehr, eine Tochtergesellschaft der Deutschen Bahn, setzt Fernzüge folgender Zuggattungen ein, die überwiegend im Taktfahrplan verkehren:
- Intercity-Express (ICE), der Komfort- und Hochgeschwindigkeitszug der Deutschen Bahn, teilweise als ICE International auch Verkehr ins Ausland (Niederlande, Belgien, Frankreich, Schweiz, Österreich, Italien, Dänemark)
- Intercity (IC), Fernverkehrszug, der den früher üblichen Schnellzug im Fernverkehr ablöste
- EuroCity (EC), internationaler Fernverkehrszug – die erweiterte Variante wird seit Dezember 2020 als EuroCity-Express zwischen München über Bregenz und St. Gallen nach Zürich angeboten. Bereits 2017 wurde erstmals die Relation Frankfurt–Mailand bedient. Zuggattung außerhalb des DB-Bereichs EuroCity
- Schnellzug (D), nationaler und internationaler Fernverkehrszug (vereinzelte Züge, teilweise saisonal)

Darüber hinaus wurden nach der Bahnreform im deutschen Schienenpersonenfernverkehr auch einige Unternehmen aktiv, die entweder direkte Tochtergesellschaften oder internationale Kooperationen der Deutschen Bahn sind beziehungsweise waren:
| Unternehmen                  | Produktname                                           | seit          | bis        |
| ---------------------------- | ----------------------------------------------------- | ------------- | ---------- |
| Österreichische Bundesbahnen | EuroNight (EN) ÖBB Nightjet (NJ)                      | 2007 2016     | 2016 heute |
| Alleo                        | Train à grande vitesse (TGV), Intercity-Express (ICE) | 10. Juni 2007 | 2019       |
| Start Deutschland            | Harz-Berlin-Express (HBX)                             | Dez. 2024     | heute      |

Vereinzelt gibt DB Fernverkehr außerdem bei DB Regio Interregio-Express-Züge (IRE) in Auftrag, sie sind Nachfolger oder Ersatz des Interregio (IR).

### Fernzüge anderer Eisenbahnverkehrsunternehmen

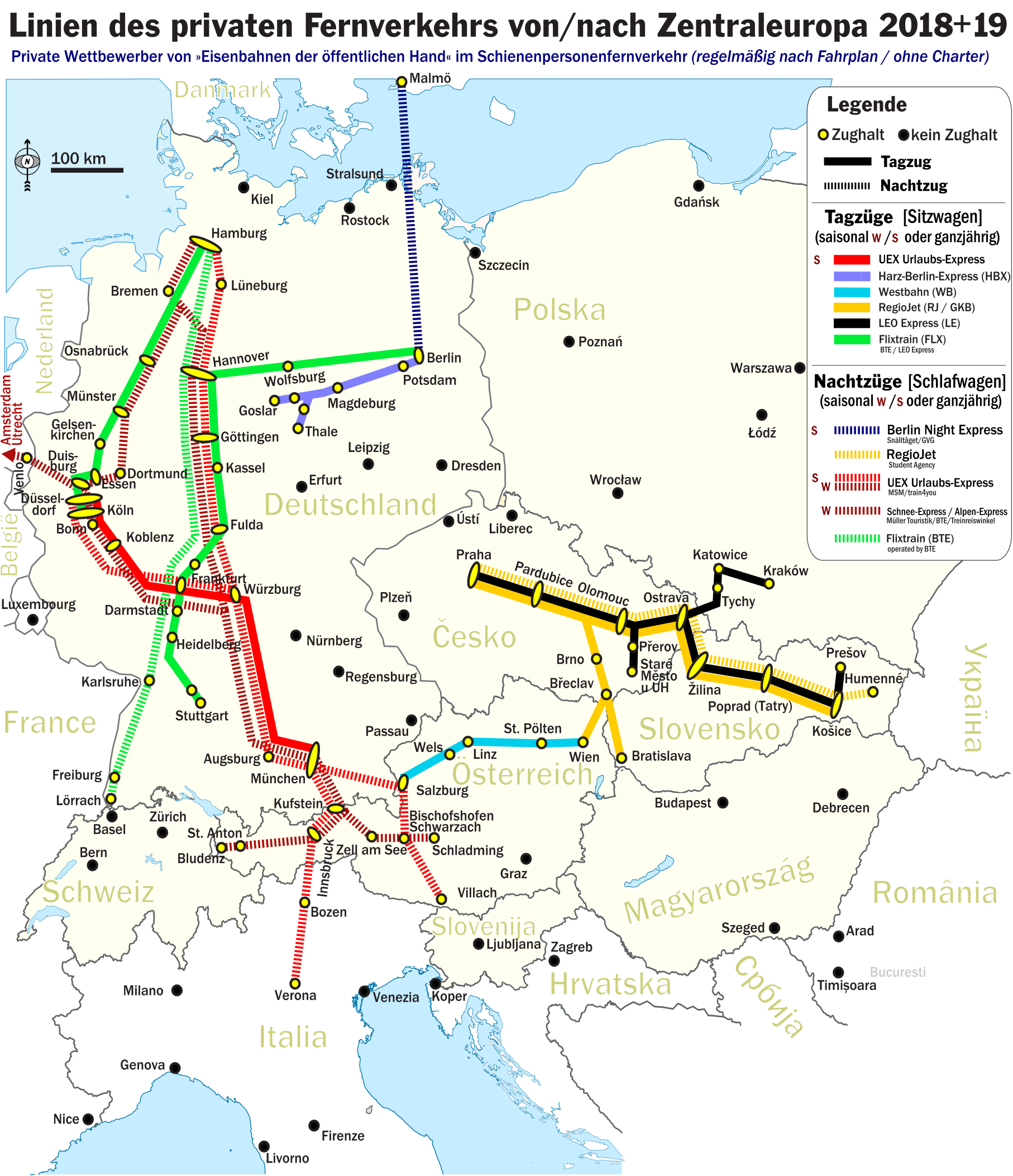
Routen privater EVU-Reisezüge (u. a. in Deutschland und Österreich)

Andere Betreiber konnten sich trotz Öffnung des Marktes für die Konkurrenz bislang kaum auf dem Fernverkehrsmarkt etablieren. Es verkehren nur einzelne eigenwirtschaftliche Züge anderer Anbieter:
| Unternehmen | Produktname               | Laufweg | seit |
| --- | ------------------------- | --- | --- |
| Westrail International (bis Mai 1999) Thalys International (bis Sep. 2023) Eurostar Group (seit Sep. 2023)       | Eurostar (EST)            | Dortmund – Duisburg – Köln – Brüssel – Paris | 14. Dezember 1997                                                                                       |
| Georg Verkehrsorganisation (GVG)                                                                                 | Berlin-Night-Express      | Stockholm – Malmö – Kopenhagen – Hamburg – Berlin | 24. September 2000 – 21. April 2019, 27. Juni 2021 (nur saisonal im Sommer)                             |
| Veolia Verkehr Sachsen-Anhalt (bis Dezember 2018) Abellio Rail Mitteldeutschland (Dezember 2018 – Dezember 2024) | Harz-Berlin-Express (HBX) | Berlin Ostbahnhof – Genthin – Magdeburg – Thale/Goslar | 11. Dezember 2005, seit Dezember 2024 betrieben durch Start ein Unternehmen des DB-Konzerns             |
| SNCF Voyageurs                                                                                                   | TGV                       | Freiburg – Offenburg – Straßburg – Paris (– Bordeaux) | August 2013 über Mulhouse-Ville Dezember 2018 über Straßburg 11. Dezember 2022 verlängert nach Bordeaux |
| Bahntouristikexpress (BTE)                                                                                       | BTE AutoReiseZug          | Hamburg-Altona – Lörrach Hauptbahnhof | 16. Dezember 2016                                                                                       |
| Train4you | UrlaubsExpress (UEx)      | verschiedene Destinationen (saisonaler Auto- und Nachtzugverkehr) | Mai 2017                                                                                                |
| Flix | Flixtrain FLX 10          | Berlin Hbf. – Berlin Südkreuz – Halle (Saale) – Erfurt – Gotha – Eisenach – Fulda – Frankfurt Süd – Darmstadt – Weinheim – Heidelberg – Stuttgart                                 | April 2018                                                                                              |
| Flix | Flixtrain FLX 20          | Hamburg – Hamburg-Harburg – Osnabrück – Münster – Gelsenkirchen – Essen – Duisburg – Düsseldorf – Köln                                                                            | März 2018                                                                                               |
| Flix | Flixtrain FLX 30          | Leipzig – Lutherstadt Wittenberg – Berlin Südkreuz – Berlin – Berlin-Spandau – Hannover – Dortmund Hbf – Essen – Duisburg – Düsseldorf – Köln – Aachen                            | Mai 2019                                                                                                |
| Westbahn | Westbahn                  | Stuttgart – Ulm – Augsburg –München Hbf – München Ost – Salzburg – Vöcklabruck – Attnang-Puchheim – Wels Hbf – Linz – Amstetten – St. Pölten – Wien Hütteldorf – Wien Westbahnhof | 8. April 2022 / 15. Dezember 2024 (Weiterführung nach Stuttgart)                                        |
| European Sleeper                                                                                                 | European Sleeper (es)     | Brüssel – Antwerpen – Roosendaal – Rotterdam – Den Haag – Amsterdam – Amersfoort – Deventer – Bad Bentheim – Dresden – Bad Schandau – Prag                                        | 25. Mai 2023                                                                                            |

1. ↑  bis 28. März 2012 in Kooperation mit der DB
2. ↑  vom 28. April 2018 bis April 2020 in Kooperation mit Flixmobilty als Flixnight
3. ↑  In Kooperation mit Leo Express
4. ↑  Ersetzt Locomore
5. ↑  In Kooperation mit Internationale Gesellschaft für Eisenbahnverkehr
6. ↑  Nachfolger des HKX; bis April 2020 in Kooperation mit dem ehemaligen HKX-Betreiber Bahntourismusexpress

Darüber hinaus bediente die Westbahn – als damals einzige Station außerhalb Österreichs – schon zwischen dem 11. Dezember 2011 und dem 1. September 2013 den Bahnhof Freilassing.

### Ehemalige Fernzüge
Die Liste enthält nur Zuggattungen von Eisenbahnverkehrsunternehmen, die nach der Liberalisierung des Schienenfernverkehrs 1994 in Kooperation mit der Deutschen Bahn gefahren wurden – oder aber Zuggattungen anderer Eisenbahnverkehrsunternehmen, die völlig unabhängig von der Deutschen Bahn agierten.
| Unternehmen                                                         | Produktname                                                     | Laufweg | von                                   | bis                |
| ------------------------------------------------------------------- | --------------------------------------------------------------- | --- | ------------------------------------- | ------------------ |
| City Night Line CNL (bis Januar 2010) DB AutoZug (seit Januar 2010) | City Night Line (CNL)                                           | diverse Strecken                                                                                              | 28. Mai 1995                          | 10. Dezember 2016  |
| Cisalpino                                                           | Cisalpino (CIS)                                                 | diverse Strecken                                                                                              | 1. März 1998                          | 9. Dezember 2006   |
| Metropolitan Express Train                                          | Metropolitan (MET)                                              | diverse Strecken                                                                                              | 1. August 1999                        | 11. Dezember 2004  |
| eurobahn                                                            | keiner (siehe Eurobahn#Fernverkehr zwischen Köln und Bielefeld) | Bielefeld – Köln                                                                                              | 1. Dezember 2000                      | 28. Januar 2001    |
| DB AutoZug                                                          | AutoZug (AZ) NachtZug (NZ) UrlaubsExpress (UEx) D-Nacht (D)     | diverse Strecken                                                                                              | 1. Januar 2002                        | 29. Oktober 2016   |
| Veolia Verkehr                                                      | InterConnex (X) / Lausitz-Express (LX)                          | Rostock-Warnemünde – Schwerin – Berlin – Leipzig                                                              | 1. März 2002                          | 13. Dezember 2014  |
| Vogtlandbahn (VBG)                                                  | Vogtland-Express (VX)                                           | Berlin Zoo – Chemnitz – Adorf                                                                                 | 12. Juni 2005                         | 30. September 2012 |
| RŽD                                                                 | EuroNight (EN)                                                  | (Paris –) Berlin – Warschau – Minsk – Moskau                                                                  | 2007                                  | März 2020          |
| Internationale Gesellschaft für Eisenbahnverkehr (IGE)              | Mitfahrzug                                                      | diverse Strecken                                                                                              | 25. April 2008                        | 2009               |
| Reisezug-Verkehrsgesellschaft                                       | www.nacht-im-zug.de                                             | Stuttgart – Heilbronn – Heidelberg – Potsdam – Berlin                                                         | 26. Juni 2009                         | 6. Juli 2009       |
| Hamburg-Köln-Express (HKX)                                          | Hamburg-Köln-Express (HKX)                                      | Hamburg – Münster – Gelsenkirchen – Duisburg – Köln                                                           | 23. Juli 2012                         | 3. Januar 2018     |
| Locomore (LOC)                                                      | Locomore (LOC)                                                  | Berlin-Lichtenberg - Berlin Ostbahnhof – Berlin Zoo – Hannover – Frankfurt Süd – Stuttgart                    | 14. Dezember 2016                     | 12. Mai 2017       |
| Leo Express GmbH                                                    | Locomore (LOC)                                                  | Berlin-Lichtenberg - Berlin Ostbahnhof – Berlin Zoo – Hannover – Frankfurt Süd – Stuttgart                    | 24. August 2017                       | April 2018         |
| RDC                                                                 | Alpen-Sylt Nachtexpress                                         | Westerland (Sylt) – Husum – Hamburg – Frankfurt am Main – Würzburg – Nürnberg – Augsburg – München – Salzburg | 4. Juli 2020 (nur saisonal im Sommer) | Juli 2022          |

### Historische Fernzugbezeichnungen
Historische Fernzugbezeichnungen in Deutschland sind unter anderem Trans-Europ-Express (TEE), Schnellzug des Intercity-Ergänzungssystems (DC), Fern-Express (FD), Interregio (IR) der Deutschen Bundesbahn sowie Expresszug und Interexpress der Deutschen Reichsbahn. Auch Eilzüge erfüllten mitunter Fernverkehrsaufgaben, insbesondere als Heckeneilzüge.
Vor der Bahnreform 1994 boten vereinzelt auch private Betreiber bereits alternative SPFV-Produkte mit eigenen Fahrzeugen im deutschen Eisenbahnnetz an, insbesondere der Reiseveranstalter TUI von 1978 bis 1993 mit dem TUI-FerienExpress und die Lufthansa zwischen 1982 und 1993 mit dem Lufthansa-Airport-Express.

## Österreich

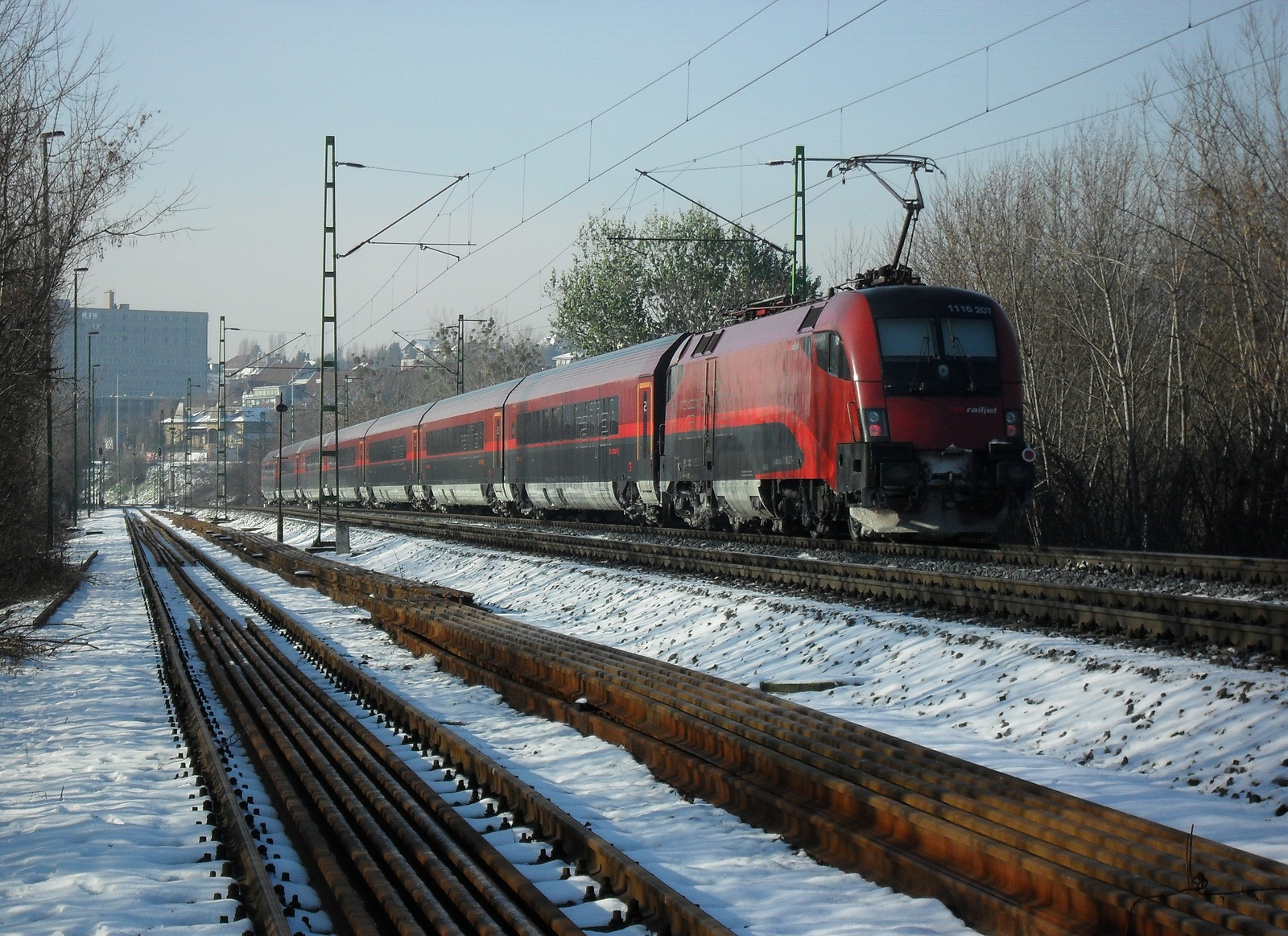
Railjet-Zug der ÖBB

Der österreichische Fernverkehr wird hauptsächlich mit Railjet, die im Hochgeschwindigkeitsverkehr im Einsatz sind, und Intercity durchgeführt. Ergänzend sind auch ICE-Züge, die von der DB übernommen wurden, Eurocitys anderer europäischer Staatsbahnen und für den Osteuropaverkehr einige Schnellzüge unterwegs.
Die Railjet wurden 2008 eingeführt und haben innerhalb der ÖBB den Rang des Premiumfernverkehrs. Diese Züge sind in drei statt der üblichen zwei Klassen aufgeteilt. Neben innerösterreichischen Verbindungen gibt es auch Ziele in Deutschland, Tschechien, Ungarn, der Schweiz sowie der Slowakei und seit 2017 in Italien (Venedig via Villach, seit 2019 Bozen via Innsbruck).
Zum Fahrplanwechsel im Dezember 2016 gingen die Nachtzüge der ÖBB in neuem Design und Konzept als ÖBB Nightjet auf die Reise. Zu diesem Zeitpunkt übernahmen die ÖBB auch die City-Night-Line-Verbindungen der Deutschen Bahn AG. Die Nightjet verkehren in Österreich sowie in die Nachbarländer Italien, Deutschland und in die Schweiz, weitere europäische Staaten sind per EuroNight erreichbar. Der Name „Nightjet“ sowie das Design soll eine Anlehnung an die ÖBB-Railjet sein, jedoch sind die Züge aufgrund des Nachtverkehrs in Blau anstatt Schwarz/Rot gestaltet.